# Poraj (Lublin)
Pour les articles homonymes, voir Poraj.
Poraj (prononciation : [ˈpɔrai̯]) est un village polonais de la gmina de Horodło dans le powiat de Hrubieszów de la voïvodie de Lublin dans l'est de la Pologne, à la frontière avec l'Ukraine.
Il se situe à environ 3 kilomètres au nord-ouest de Horodło (siège de la gmina), 13 kilomètres au nord-est de Hrubieszów (siège du powiat) et 108 kilomètres à l'est de Lublin (capitale de la voïvodie).

## Histoire
De 1975 à 1998, le village est attaché administrativement à la voïvodie de Zamość.

Depuis 1999, il fait partie de la voïvodie de Lublin.